# Pylaisia condensata
Pylaisia condensata är en bladmossart som beskrevs av Georg Friedrich von Jaeger 1878. Pylaisia condensata ingår i släktet aspmossor, och familjen Hypnaceae. Inga underarter finns listade i Catalogue of Life.